# GUN-KATANA（銃刀） ―Non-Human-Killer―
『GUN-KATANA（銃刀）-Non-Human-Killer』はCyc内のブランドBlack Cycより発売されたアダルトゲーム。

## 概要
2007年8月31日に発売された作品でありアダルトゲームとしては初のFPSアクションを取り入れたことが特徴。オーソドックスなアドベンチャーパートとFPSによるアクションパートが主軸で構成されている。
FPSパートでは、背景は立体的に描かれるが、敵キャラクタはビルボード処理を用いて初期のDOOMを連想させるようなフラットな表現が用いられている。
SPECIAL COLLECTION版にはサイドストーリー集CD「銃刀・追憶編」、主題歌CD「GUN-KATANA Song Archives、原画集「GUN-KATANA -rough sketch works」同梱。

## ストーリー
人間の住む社会において、人間とその姿形は全く変わらず真の姿を隠して紛れ込んでいる存在＝Non-Human、通称人間もどき。どこから来たのか、何の目的で人間社会に潜んでいるのかは不明。人間の皮をかぶり、突如牙をむく人類共通の敵。この敵に対抗する組織Gate of Ishter（ゲイト・オブ・イシター）、通称GoIの設立によって、人間とNon-Humanとの戦いは苛烈を極めてゆく・・・。
優しい家族と幸せに暮らす、どこにでもいそうな中学生の時原姫菜と弟の雹は、とある事件をきっかけにGoIの特殊施設Hate Breed（ヘイトブリード）に投獄される。そこは、それまでの生活と打って変わって地獄の日々を告げる場所であり、生きるために相手を殺すことを宿命づけられた場所でもあるのだ。
過酷を極めた地獄のような牢獄生活を脱した姫菜を待っていたのはGoIの奴隷としてNon-Humanを殺し続けなければならないFR Slayer(フリーランク・スレイヤー）という身分だった。姫菜と雹は自分達自身の真の自由を勝ち取るため、そして何より自分達自身が生き残るために戦いに身を投じることとなる・・・。
Non-Humanの殺戮を繰り返す日々、いつしかそれが当たり前のようになってきた姫菜と雹。GoIエージェントの陶山が持ってきた次の仕事は無人島である瑠門島での大規模作戦に参加し、一体でも多くのNon-Humanを殲滅することだった・・・。

## キャラクター

### Gate of Ishter所属

#### FR Slayer(フリーランク・スレイヤー）
GoIに所属する戦士＝スレイヤーの中でも最下級ランクの者達＝通称スレイヴ（奴隷）。各々の首には首輪状のELS（正式名称Epiphany lustrate sacristanだが『殺戮カウンター』の意味であるElimanate Scoreの名の方が定着している）と呼ばれる装置を装着することを義務付けられている。このELSはNon-Humanを殺害するとその相手に見合ったスコアが加算されるしくみになっている。FR Slayerは通常社会の戸籍が抹消されているため、このポイントが通貨の代わりとなる。なお、このELSはGoIのごく限られた人間にしか取り外すことができない。
さらに彼らはHate Breedでの最終試験直後、体内にナノマシンを強制的に注入されている。このナノマシンはFR SlayerがGoIの指令に背いたり反抗的な態度をとるなどをした際に、監視役が意志一つでコントロールできるものである。監視役がこのナノマシンを作動させるとFR Slayerはその場で命を断たれてしまう。FR Slayerがスレイヴ＝奴隷と呼ばれる所以はここにある。
しかし立場の低い彼らにも唯一つ例外がある。それはELSのスコアを最大まで溜め込んだ時に起こる。その時、FR SlayerがGoIから与えられる権限は他の何者をも凌ぐと言われているのだ。つまり実質あらゆる願いがかなえられることになる。これにより経緯は各FR Slayerによって様々だが、最終的にはスコアを最大値まで溜め込もうとしている者がほとんどである。しかしそれによってより多くのNon-Humanをより早く殺害できるかでFR Slayer同士がしのぎを削っている。巨大組織GoIの末端戦闘員にして現場（戦場）を最も良く知る者達である。
時原 姫菜（ときわら ひめな）
声：風音
本作の主人公。FPSパートにおいてプレイヤーの操作キャラクターになる。Hate Breedに入れられた事で、『頼れるものは自分の力だけ』と悟ったかのごとく、めきめきと実力を付けてゆく。元来の心優しい性格故、自分の平和な家庭と生活を奪ったNon-Human、自分と雹をHate Breedに叩き込んだジュスティーヌ、両親を殺害したSaintsには並々ならぬ怒りと憎しみをいだく。前向きで血気盛んな性格から、思考よりも体が先に動いてしまう猪突猛進タイプ。生き残った唯一の家族である弟の雹に対する愛情は単なる家族愛以上。戦う理由は雹を守ることと、雹と共に真の自由を勝ち取ること。ちなみに、どんなにグロテスクなNon-Humanでも対抗できるが、幽霊などの怪現象は大の苦手。なお、姫菜はジュスティーヌと同様Second Agesである。条件を満たせば姫菜がSecond Agesとして覚醒する。
時原 雹（ときわら ひょう）
声：魁皇楽
姫菜の弟であり人間とNon-Humanのハーフ。Non-Humanの血が入っているためかなりの身体能力を有する。Hate Breedでは多大な虐待・暴行を受けるが、姉の姫菜が人間であったため、即刻処刑されることを免れた。姫菜と正反対の性格で常に冷静で口数も少ないが、誰に対しても礼儀正しく、心優しい青年。暴走しやすい姫菜を常に気にかけている。Hate Breedで受けた虐待の傷がひどく、傷を隠すために常に厚手のコートを羽織っている。雹が戦う理由は姫菜を守り、姫菜と共に真の自由を得ることである。なお、手先が器用で機械の操作が得意で記憶力も良い。
風戸 紅葉（かざと くれは）
声：みすみ
Hate Breedにて姫菜と同じ部屋で過ごし、一緒に最終試験を通過した少女。自分より後からHateBreedに投獄されてきた姫菜が実力をつければつけるほど、内に秘めた姫菜に対しての嫉妬と憧れ、憎しみとが入り混じった感情を蓄積させてゆく。そして自らの実力ではこの先生き残ることが出来ないと判断すると、たとえそれが崎矢陀のような男であっても強い者に寄り添って生きてゆくことを選択する。Non-Humanの血が流れることによって人間以上の身体能力を持つ雹を羨み、彼に対してひそかに憧れと好意を抱いている。それゆえ雹と常に一緒にいられる姫菜が尚のこと憎らしく思っている。
崎矢陀　弥勒（さきやだ みろく）
声：試験管69
FR Slayerの中でも最強と呼ばれている男。他人に対しては常に不遜な態度で接し、自己中心的で傲慢かつ残忍である。しかし好きなものは好き、嫌いなものは嫌いというようにはっきりした裏表の無い性格である。Non-Humanを殺害することを至上の喜びとし、気ままに殺戮をして報酬をもらえるFR Slayerの身分を大変気に入っている。自分はFR SlayerであることをGoIの奴隷とは思っておらず、自分がGoIを利用しているという信念を持って行動している。自力で実力をつけた姫菜を一目置いているが、常に自分に寄り添ってくる紅葉の事はうとましく思っている。FR Slayerになる前はGoIの最強部隊であるSaintsに所属していたが、命令違反を繰り返したため除隊させられている。それ故Saintsのリーダーであるジュスティーヌをひどく憎んでいて復讐の機会を伺っている。

#### 正規部隊Saints（セインツ）
GoIの正規部隊。重要な作戦行動である強力なNon-Humanの捕獲や殲滅など、GoIが特に重要視する場所や任務に送り込まれる部隊。数あるGoIの部隊の中でも最強の部隊との声も多い。構成されるメンバーは出自や経緯は様々だが、FR SlayerのようにELSの装着やナノマシンの注入などはされていない。会社に例えれば「お偉いさん」。
ジュスティーヌ
声:海原エレナ
若くしてSaintsのリーダーであり、GoI最高機関である七賢人（Seven Keepers)のメンバーの一人。姫菜と雹をHate Breedに送り込んだ張本人。プライドが非常に高く、冷酷な性格。しかしGoIではかなり高い地位にいるにもかかわらず一人でNon-Humanの巣窟を探索したりと、常に自ら行動することから部下にも慕われている。また、慕われるだけの実力とカリスマを兼ね備えている。なお、ジュスティーヌはSecond Agesと呼ばれる新世代の人類であるゆえ圧倒的な身体能力を有する。その冷酷、沈着な態度のため幾度となく姫菜と衝突するが内に秘めた思いは姫菜に負けず劣らず熱い。己の立場に埋没せず、自分にも知らされていない事実をGoIが隠している事に気付き、行動を起こすなど正義感も強い。
アーク
声：黒木大
Saintsのサブリーダーでジュスティーヌの部下。彫刻のように美しく鍛えられた筋肉を持つ軍人上がりの実直な男。ジュスティーヌが幼い時から見守りつつ付き従ってきた。軍人らしく上からの命令には絶対服従だが、実は気の良い男。ジュスティーヌのことを何より気にかけている。
DP
声：奇怪星人
Saintsのサブリーダーでジュスティーヌの部下。常に笑っているがその奥に潜む狂気を隠しきれていない。また、「にゃあ、にゃあ」と独特な口調で話す。性格は極めて残忍でNon-Humanの殺戮に露ほどのためらいもない。また自分の気に入らない相手はたとえ同じ目標を持つスレイヤーだろうが容赦はしない。体型のわりに素早く動くなど戦闘能力はかなり高い。ジュスティーヌの命令には忠実だがアークとは反りが合わない。

#### 日本支部およびアリソンメイデン
GoIの日本支部。そこは他の部隊とは異なる特殊な研究および特殊な部隊を形成している。七賢人であるジュスティーヌですらその全容は把握しきれていない。
馬渕 昇平（まぶち しょうへい）
声：ミサイルγ
GoI日本支部の研究者。自分以外の周りの人間は全て研究対象としか見ていない。Saintsよりも優れた部隊を創ろうと特殊部隊アリソンメイデンを創設する。
花月 佳凪（かずき かな）
声：神谷奈央
馬渕に実験対象とされる少女。念動力を操る特殊部隊アリソンメイデンのリーダー格。生まれてきてから良いことと悪いことなど一切教えられずに成長したため、念動力の使い方を覚えると自分の気に入らないものはすぐに破壊するなど手のつけられない我侭な性格になってしまった。なお、彼女が念動力を発動するには性的興奮が必要である。
静野 三咲紀（しずの みさき）
声：細田なな
馬渕の愛人にしてアリソンメイデンの世話係。本来はGoI所属の看護師。おどおどした性格と陰気な雰囲気ゆえ佳凪達に虐められたり、馬渕に利用されることもしばしば。

#### Gate of Ishter関係者
陶山 圭吾（すやま けいご）
声：夏田空
GoIのエージェント。いつも素っ気なく、面倒くさそうな態度。姫菜と雹がHate Breedから出た直後から二人の世話を焼いている。姫菜にとってスコアが稼げそうな仕事をまわしたり、二人に住居を用意したりと面倒見の良い面もみせる。だが、自分より立場の上の者にはおべっかを使う小心者である。なお、この陶山も姫菜達FR Slayerの体内に仕込まれているナノマシンを操ることができる。
クリストフ
声：月黒斗夜
GoIを一人で取り仕切る謎多き男。Noh-Human最初の世代である第一世代の捕獲を目論む。この男の命令は絶対であり、たとえFR SlayerがELSスコアを最大値にまで溜め込んだとしても、この男の意に背けば命は無い。なお、ジュスティーヌの婚約者でもある。

### その他の人物
三柴 暁（みしば さとる）
声：一条和矢
特にGoIに所属することなくNon-Humanを狩っては生計を立てる傭兵スレイヤー。姫菜の前に突如現れ再三アプローチを繰り返す。一見ただの酔っぱらいかナンパ師にしか見えないが、意外にもジュスティーヌやSaintsの面々と顔見知りであったり、GoI上層部しか知りえない情報を握っていたりする。本作中最も謎の多き男である。過去、ベアトリーチェと何らかの関係を持ったゆえ人間の味方でもなく、Non-Humanの味方でもない立場を貫いている。よってGoIでもなくNon-Human側でもない普龍技（プーロンジー）という会社組織に身を置いている。なお、全身を甲冑で固め、マスクをかぶった護衛のような男を従わせていて、有事の際はどこからともなく三柴の傍らに現れる。
雷鵬（らいほう）
声：月黒斗夜
とある場所で姫菜達と出くわす普龍技の人間。三柴とは親しい関係にある。その表情は鉄仮面のように無愛想だが、条件を満たすと姫菜達に武器・弾薬などを販売してくれる。
水戸 正義（みと まさよし）
声：丈隆志
瑠門島において武器・弾薬・傷薬等販売している臨時ショップ『水戸屋』の店主。姫菜や雹とは以前からの知り合いで、姫菜からは『おっちゃん！』と呼ばれている。二人のことは気に入っているようで、突然店番を任せたり頼みごとをすることもある。
六御 遥（むいみ はるか）
声：北都南
水戸屋に販売員研修としてやってきた少女。舌足らずで、おっとりしている天然気質であるが、さりげなく毒のあるセリフを笑顔で吐くこともある。雹は遥に対し何かを感じているが・・・。
里中 忠（さとなか ただし）
声：丈隆志
瑠門島に昔から住んでいる謎の老人。人間とNon-Humanの戦いに全く興味を示さず、『スクラップ』だけに興味を示す。

### Non-Human
異形なるもの。人間もどき。怪物。化物。様々な呼称で呼ばれるNon-Human達。その正体、目的は不明。普段は人間と見分けのつかない外見をしているが、彼らが力を解放し戦闘形態になると肉体や肉体の一部が変化する者がほとんど。それゆえ化物じみた外見になり人間離れした力を発揮する彼らは、人間の目から見ればまさに悪魔そのもの。
ヴェルギリウス
声：J・ベロア
美しい容姿、圧倒的な存在感を持つ瑠門島のNon-Human達を束ねる男。戦闘能力も高く、島に攻め入って来たスレイヤーとの徹底抗戦を辞さない。最後の第一世代であるベアトリーチェに対する忠誠心は絶対で、自らの存在を賭けて彼女を守ろうとする。なお、性的指向は女性よりも男性が好きでアネスを恋人のように可愛がっている。
迎 美陽（むかい みはる）
声：北都南
自分の欲望に忠実な女性Non-Human。性格は極めて残忍かつ陰湿で、殺した人間の中で気に入った部分はバラバラにしてコレクションするなどの狂気を併せ持つ。戦闘形態になると腕から先が鎌状の刃に変化したり、拷問を繰り出す場合は触手に変化させたりする。また、背中から羽を生やし飛翔することもできる。
アネス
声：みる
女装した男性型Non-Human。美しい容姿とは裏腹に陰湿で残虐な性格。ブラッドイレブンを造ってスレイヤーを襲撃させたり、部下のNon-Humanに命令し自分は高みの見物するなどの自称『頭脳派』。なお、女性が大嫌いでヴェルギリウスを愛している。ヴェルギリウスが無条件に忠誠を誓っているベアトリーチェに対し、嫉妬と憎しみの炎を燻らせている。
オクタ
声：奇怪星人
瑠門島の地下への進入を守る戦闘部隊のリーダー格。冷静な性格で無駄な戦いは好まない。戦闘形態は巨大蜘蛛に姿を変える。なお、オクタは人間とNon-Humanのハーフである。
ヘプタ
声：J・ベロア
オクタの部下で、部隊ではオクタの次のポジション。オクタと違い、残忍で好戦的で執念深いな性格。それゆえ常に半身は戦闘形態である蜘蛛の姿をとっている。
ブラッドイレブン
声：黒木大
姫菜達の前に突如現れる謎の異形。人間と機械を合わせたような外見で、会話が成立しているのかさえわかりにくい。アネスによって改造・修理・命令されているようで、アネスの命令には従う。
サクラコ&ミツルコ
声：森藍子
人間とNon-Humanとのハーフ。父が人間であったため、瑠門島では一緒に暮らすことができず、母と一緒に暮らしていた双子の少女。スレイヤーを迎え撃つ他生き残る手段はなく、ジェル状の戦闘形態をとってスレイヤーに抵抗する。雹に対しては同じような境遇であったため、仲間に引き入れようとする。
ベアトリーチェ
声：一色ヒカル
Non-Humanの第一世代最後の生き残り。GoIの最終・最優先ターゲット。匂い立つ気品とカリスマが神々しい雰囲気を醸し出すため、人間・Non-Humanを問わず、その場に居合わせた者を惹きつける。Non-Humanが最初に登場した時から数百年間ずっと生き続けており、人間に追われる生活に疲れ果て、瑠門島の最深部でひっそりと暮らしていた。他の仲間の苦痛を感じ取れるため、数百年もの苦痛と痛みから早く解放されることのみ願っている。しかし、ヴェルギリウスをはじめ、人間と戦う意志を見せる部下達に対して押せとも引けとも言えず困惑している。唯一、三柴に対してのみ心を開いている。
マリアンヌ
声：森藍子
ベアトリーチェと同じくNon-Human第一世代の少女。既に人間側に捕らわれていて、生死は定かではない。しかし、彼女の苦しみが伝わってくる、とベアトリーチェは言う。
ジュデッカ
声：一条和矢
ベアトリーチェ、マリアンヌと同じくNon-Human第一世代の男。かつてベアトリーチェとは恋人同士だった。迫害の日々を生き抜き、自分達から生まれた子孫達が暴虐の獣になる苦痛を噛みしめながら追われる日々を過ごしていた。なんとかその生活を打開しようと人間に交渉に行った際、殺害されてしまう。

## テーマソング
いずれも電気式華憐音楽集団の電気による作詞・作曲・演奏と華憐による歌唱。

### オープニングテーマ
- Raison d'etre

### エンディングテーマ
- CHAIN
- ネムリノマユ
- 夢幻の睡り